# Ángel Oyola García
Ángel Oyola García (Guayaquil, 3 de octubre de 1938-Guayaquil, 12 de marzo de 2023) fue un cantante lírico ecuatoriano.

## Biografía
Comenzó en su profesión desde los 5 años de edad, en su etapa escolar una de sus maestras del Centro Escolar Nueve de Octubre, Maruja Calderón Von Buchwald le dijo que tenía aptitudes para el canto.
Tuvo como profesores a Carlos Arijita, Laura Calle y Luis Ganarty. El primero le dio clases en la Casa de la Cultura, núcleo del Guayas; el segundo, en el Conservatorio Antonio Neumane; y del último tomó clases particulares, al cumplir 17 años lo llevaron a la Casa de la Cultura, donde comenzó su carrera de tenor, de mano del profesor Carlos Arijita.
En la Casa de la Cultura participó como corista por 7 meses y luego como solista comenzó a cantar zarzuelas.
Fue docente durante 42 años, en varios colegios emblemáticos de la ciudad.

## Carrera musical
En el año de 1962 realizó su primera Ópera “Caballeria Rusticana” (basado en un relato del novelista Italiano Giovanni Verga), en el teatro San Francisco, el acto fue creado por los estudiantes del conservatorio de música. Durante su etapa artística fue invitado por las Orquestas Sinfónicas para hacer Ópera (italiano y francés) en varios países como Panamá, México, Costa Rica, Venezuela, Perú, Chile y Argentina. Grabó cinco discos en los que rinde homenaje a la música clásica y a la ecuatoriana. También ha cantado música sacra como el Ave María.